# Clonistria simplicitarsis
Clonistria simplicitarsis är en insektsart som först beskrevs av Gray, G.R. 1835.  Clonistria simplicitarsis ingår i släktet Clonistria och familjen Diapheromeridae. Inga underarter finns listade i Catalogue of Life.